# Akademien der Wissenschaften in der NS-Zeit
Die Akademien der Wissenschaften waren während der NS-Zeit mit mehreren Vorgaben und Erwartungen konfrontiert.
Für die Akademien der Wissenschaften war Bernhard Rust als Erziehungsminister zuständig. Das „Führerprinzip“ wurde aber nur ansatzweise umgesetzt. Die Akademien versuchten, den traditionellen Betrieb aufrechtzuerhalten – zu diesem Zweck waren sie zu Anpassungsschritten bereit, u. a. zur Streichung ihrer „jüdischen Mitglieder“. Der Anteil der NSDAP-Mitglieder an den Akademie-Mitgliedern schwankte zwischen einem Viertel und der Hälfte. Eine Charakterisierung der Akademien zur NS-Zeit als „gleichgeschaltet“ wäre übertrieben. Andererseits gab es im Rahmen der Akademien nur vereinzelte grundsätzliche Proteste gegen NS-Maßnahmen – das gilt sowohl für das Inland als auch für das Ausland.

## Ausschluss jüdischer Mitglieder
Während die Universitäten bereits 1933 mit dem Berufsbeamtengesetz „judenfrei“ gemacht wurden, dauerte es mehrere Jahre, bis die Akademien vom Erziehungsminister mit der „Judenfrage“ konfrontiert wurden. Die Universitäten als Orte der Studentenausbildung waren den Nationalsozialisten viel wichtiger als die „harmloseren“ Akademien. Zuerst wurde der Erziehungsminister durch die Heidelberger Akademie damit konfrontiert. Dort versuchten einige nationalsozialistische Mitglieder bereits seit dem Wintersemester 1935/36, die jüdischen Mitglieder hinauszudrängen. Da sich die Akademie in dieser Frage überfordert fühlte, wandte sie sich an das badische Kultusministerium, das seinerseits beim Reichserziehungsministerium nachfragte. Dabei stellte sich heraus, dass dort noch keine diesbezügliche Entscheidung vorlag (Mitte 1936). Dass die Akademien ihre jüdischen Mitglieder erst relativ spät ausschieden, hat also nichts mit Widerstand zu tun, sondern mit der Unsicherheit des NS-Regimes im Abwägen der auf diese Maßnahme bezüglichen Pro- und Kontra-Argumente.
Erst 1937 wurde der Erziehungsminister aktiv: Am 10. Februar forderte er die Akademien auf, die Zahl der „nichtarischen Mitglieder“ zu melden. Die Akademien reagierten mit der Mitteilung ihrer – unbegründeten, wie sich später herausstellte – Befürchtung, dass es nach einem Ausschluss ihrer jüdischen Mitglieder zu Massenaustritten ihrer ausländischen korrespondierenden Mitglieder kommen würde.
Im Oktober/November 1938 erging ein Erlass des Erziehungsministers an die einzelnen Akademien, worin eine konsequente Anwendung der Rassegesetze verlangt wurde. In der Leopoldina erfolgte mehr als die Hälfte der Streichungen am 30. November 1938 (die Leopoldina ist aufgrund der im Vergleich zu den anderen Akademien nahezu zehnmal so großen Mitgliederzahl – sie betrug damals etwa 800 – besonders geeignet für quantitative Betrachtungen). Soweit sich bei ausländischen  korrespondierenden Mitgliedern amtlich nachweisen ließ, dass es sich um Juden, „Mischlinge“ oder „Versippte“ handelte, so sollten deren Namen aus den Mitgliederlisten gestrichen werden, ohne diese selbst zu verständigen.
Der Anteil der „Juden“ (inklusive aller von den Nürnberger Rassengesetzen Betroffenen) an den Mitgliedern der einzelnen Akademien betrug ungefähr ein Zehntel. Somit war der jüdische Akademie-Anteil wesentlich niedriger als ihr Universitäts-Anteil. Ein Beispiel: Der jüdische Anteil an den Mitgliedern der Wiener Akademie betrug ca. 7 %, an den Professoren der Wiener Universität etwa 15 % und an den übrigen Lehrern (vor allem Dozenten) 33 %.

## „Führerprinzip“

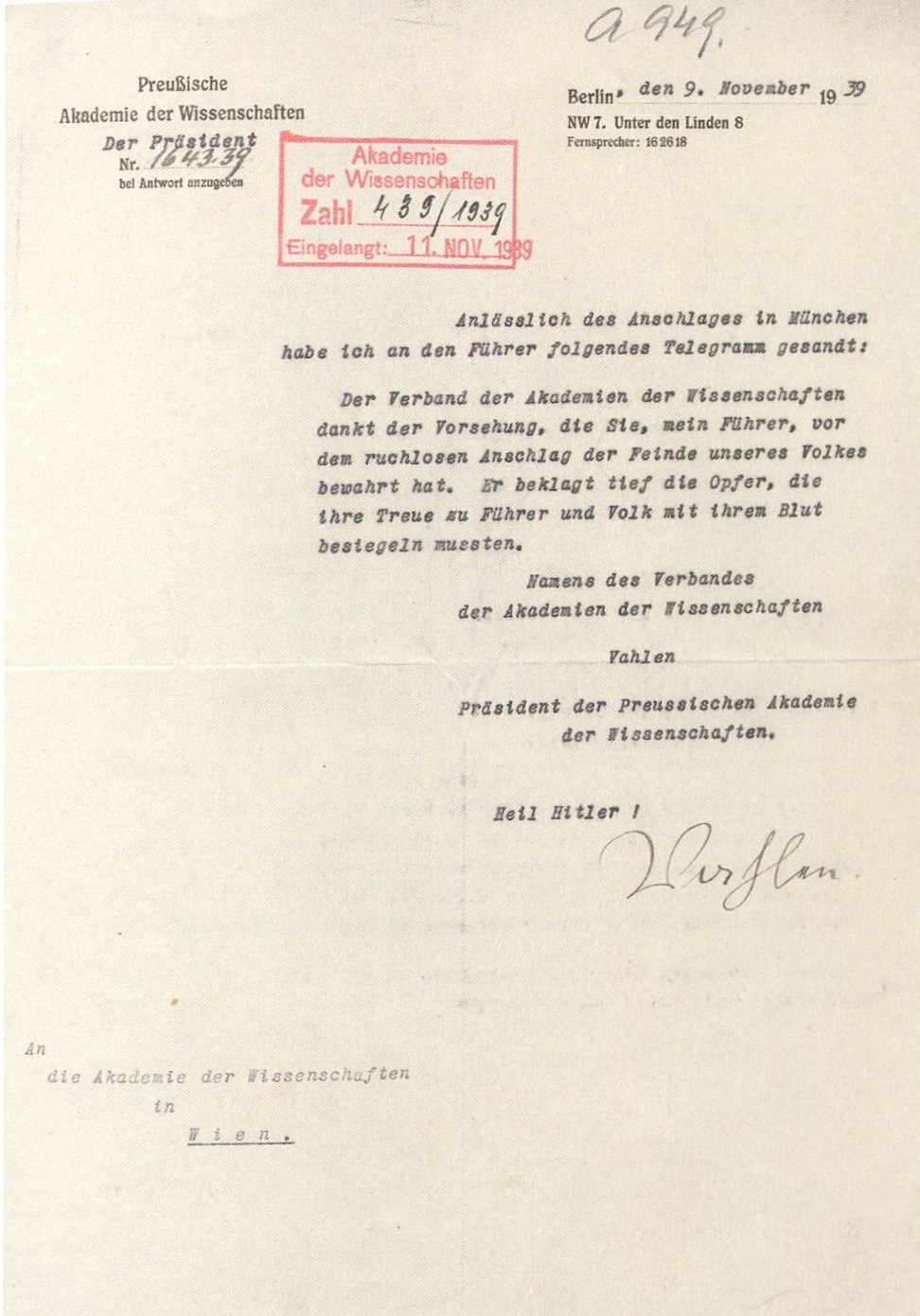
Theodor Vahlen namens des Verbandes der Akademien der Wissenschaften über die Vorsehung am 8. November 1939

Nationalsozialistische Tendenzen zu einer eher hierarchischen Struktur der Akademien – einzeln und insgesamt – kollidierten mit den historisch entstandenen Rechten der Akademien und ihrer Mitglieder. Eine vom Präsidenten der Preußischen Akademie betriebene und dem Wunsch des Erziehungsministers nach einer guten „Zugriffsmöglichkeit“ entgegenkommende Vorrangstellung der Berliner Akademie blieb in Ansätzen stecken; das wichtigste Ergebnis war, dass der Präsident der Berliner Akademie nach außen hin als Sprecher der „Reichsakademie der deutschen Wissenschaft“ – der die einzelnen Akademien als „Sozietäten“ angehörten, ohne dadurch in den Entscheidungsbefugnissen für ihre eigenen Angelegenheiten eingeschränkt zu sein – auftreten konnte.
Das „Führerprinzip“ war in der NS-Zeit zwar eine verbreitete Vorstellung, konkrete Veränderungen in den Entscheidungs-Strukturen der Akademien mussten jedoch in den jeweiligen Satzungen ihren Niederschlag finden – wozu es jedoch kaum kam. Zwar gab es in der NS-Zeit Überlegungen, die Befugnisse gemäß dem „Führer-Prinzip“ stärker in der Hand des jeweiligen Präsidenten zu vereinigen. Die im April 1938 von der Wiener Akademie beschlossene und im Juli 1938 vom Erziehungsminister genehmigte, bis Kriegsende gültige „Vorläufige Satzung“ blieb davon jedoch noch unberührt – und die jeweils gültige Satzung (sowie die darauf gegründete Geschäftsordnung) war es, die für die Vorgänge in der einzelnen Akademie maßgeblich war.
Eine ähnliche Bestimmung behielten auch die anderen Akademien in ihren Mitte 1939 genehmigten Satzungen bei. Allerdings kam es nun zu einem neuen Paragraphen:
Der Präsident … entscheidet über die Verteilung der Arbeiten unter die Mitglieder und Beamten der Akademie. Das Plenum und die Abteilungen dienen der Beratung des Präsidenten. Dieser trifft die Entscheidung.
Die Abgrenzung der Kompetenzen wird hier nicht ganz klar. Jedenfalls stieg der Erziehungsminister selbst auf die gelegentlich geforderte radikale Umsetzung des Führerprinzips nicht ein. So konnte noch 1942 ein Nationalsozialist in Bezug auf die Bayerische Akademie kritisieren, dass Satzung und Geschäftsordnung „rein parlamentarisch aufgebaut“ seien und dass sie das Führerprinzip „in ihrer jetzigen Fassung restlos vermissen lassen“.
Dass die Wahlen neuer Mitglieder vom Erziehungsminister bestätigt werden mussten, bedeutete für die Akademien eine gewisse Einschränkung ihrer Freiheit. Stärkere Einflüsse bei der Zuwahl neuer Mitglieder gab es nur dort, wo die lokalen Behörden solche anstrebten – und zwar übten das Reichserziehungsministerium, das gleichzeitig Preußisches Ministerium war, Druck auf die Berliner Akademie aus, und das Bayerische Staatsministerium für Unterricht und Kultus auf die Münchener. In diesen beiden Akademien wurde auch der jeweilige Präsident vom Erziehungsminister ernannt, ohne dass er eine Wahlentscheidung seitens der betreffenden Akademien abgewartet hätte. Dadurch kam es in Berlin (durch den Mathematiker Theodor Vahlen) sowie in München (durch den Historiker Karl Alexander von Müller) zur Leitung durch überzeugte Nationalsozialisten und dementsprechend zu weitergehenden nationalsozialistischen Einflüssen.

## Nur wenige Proteste
Im Wirken der Akademien gab es kaum grundsätzlichen Protest gegen NS-Anordnungen. Die Akademien argumentierten gegen den Ausschluss ihrer jüdischen Mitglieder mit der Befürchtung, dass ein solcher Schritt Massenaustritte ausländischer korrespondierender Mitglieder zur Folge haben würde. Diese Folge blieb jedoch aus. Derartige Austritte gab es nur vereinzelt. Aufgrund der zahlreichen Anfang 1933 erfolgten Entlassungen von Wissenschaftlern in Deutschland legte der Biologe John S. Haldane seine Leopoldina-Mitgliedschaft nieder.
Von Inländern ausgehender Protest war natürlich mit größerem persönlichen Risiko verbunden. Albert Einstein trat bereits im März 1933 aus der Preußischen und im April aus der Bayerischen Akademie aus. Einem vom Erziehungsminister ausgeübten Druck musste nicht unbedingt nachgegeben werden: 1941 wurde der Historiker Willy Hoppe von der Preußischen Akademie nicht gewählt, obwohl der Erziehungsminister darauf drängte und drohte, im Ablehnungsfall in Zukunft Mitglieder ohne Wahl zu ernennen – was allerdings eine leere Drohung blieb.

## Anteil an NSDAP-Mitgliedern
In der Preußischen und in der Wiener Akademie waren zu Kriegsende ungefähr die Hälfte der ordentlichen Mitglieder Parteigenossen – in Berlin allerdings war bei der Wahl einiger Nationalsozialisten Druck ausgeübt worden, in Wien nicht. In der Bayerischen Akademie dagegen waren „nur“ 26 % der ordentlichen Mitglieder Parteiangehörige – wobei es auch hier starken Druck gab, und zwar seitens des Bayerischen Unterrichtsministeriums. Es gab zwischen den Akademien also beträchtliche Unterschiede.

## Begriff „Gleichschaltung“ unzutreffend
Vom Standpunkt eines Nationalsozialisten waren die Vorgänge an Akademien unbefriedigend. Inhaltlich war wenig von einer „nationalsozialistischen Durchdringung“ zu spüren. Noch 1942 schrieb der Reichsdozentenführer Walther Schultze an das Bayerische Unterrichtsministerium, dass die Bayerische Akademie „vom nationalsozialistischen Geist auch im zehnten Jahr nach der Machtübernahme noch keinen Hauch verspürt habe“. Die Charakterisierung als „gleichgeschaltet“ ist nicht geeignet, um einen hinsichtlich der wissenschaftlichen Arbeit sowie der Mitgliederwahlen vom Nationalsozialismus kaum beeinflussten Akademiebetrieb zu beschreiben. Nichts destotrotz waren selbst nach 1945 noch Verbindungen zum Nationalsozialismus sichtbar. So war zum Beispiel der Mediziner  Hermann Stieve noch bis zu seinem Tod 1952 korrespondierendes Mitglied der Bayrischen Akademien der Wissenschaften. Hermann hatte die sich durch den Nationalsozialismus eröffnende Möglichkeit ergriffen, Menschenversuche an toten und lebenden Körpern, wie von Hingerichteten sowie KZ-Insassinnen, zu unternehmen.

## Symposium 1994
Die Deutsche Akademie der Naturforscher Leopoldina veranstaltete ein Symposium (9.–11. Juni 1994 in Schweinfurt) über die deutschen Akademien in der NS-Zeit. Dargestellt wurden die Leopoldina (von Sybille Gerstengarbe, Heidrun Hallmann und Wieland Berg), die Königlich-Preußische Akademie der Wissenschaften in Berlin (von Rolf Winau), die Bayerische Akademie der Wissenschaften in München (von Monika Stoermer), die Heidelberger Akademie der Wissenschaften (von Udo Wennemuth) und die Akademie der Wissenschaften in Wien (von Franz Graf-Stuhlhofer). Im gedruckten Tagungsband Die Elite der Nation (→ Literatur) wurde noch ein kurzer Beitrag über die Akademie gemeinnütziger Wissenschaften in Erfurt eingebaut. Nicht enthalten sind in diesem Band die Akademie der Wissenschaften zu Göttingen sowie die Sächsische Akademie der Wissenschaften zu Leipzig.